# Cobra Group
Cobra Group, anche conosciuta come Appco Group Italia, è una multinazionale con sede a Londra specializzata in vendite dirette al pubblico, inclusa la vendita porta a porta (face to face) sia sul canale di vendita ai privati che di quello della vendita alle aziende.

## Le attività
La Cobra Group è presente anche a Sydney e ha un network di aziende affiliate (anche se giuridicamente indipendenti) in 20 stati di Europa e Asia. In italia è presente con il nome di Italian Prosales.
La Cobra Group ha sponsorizzato vari tipi corridori di motociclismo fin dal 2003. Chris Niarchos, attraverso la Cobra Group (della quale è fondatore) fondò con Andrew Kirkaldy nel 2006 il team di corse conosciuto allora come "AKA Cobra". La partnership portò poi alla fondazione della CRS Racing nel 2007.
CRS Racing è stato fondato dal pilota britannico Andrew Kirkaldy e Chris Niarchos. La squadra è stata fondata nel 2007, ma si basa sulla vecchia squadra di Kirkaldy conosciuto come AKA Team che ha gareggiato nel campionato britannico di Formula Renault a partire dal 2004. Niarchos, fondatore del gruppo Cobra, con il patrocinio e poi collaborazione con il team di Kirkaldy, è stata prima riformata nel 2007 al fine di espandersi oltre Formula Renault ed entrare europeo FIA GT e GT britannico.
L'azienda si occupa anche di raccogliere le donazioni per alcune ONLUS internazionali come Save the Children.

## Le critiche
Negli ultimi anni Cobra Group è stata oggetto di numerose critiche da parte di lavoratori, ma anche da parte di testate giornalistiche come la BBC e il Daily Mirror. Le critiche sono spesso riferite alle tecniche di reclutamento considerate ingannevoli, i bassi guadagni, le molte ore lavorative richieste e le invasive tecniche di persuasione. Uno dei punti più controversi è che venga decantato un sistema di promozione interno che dovrebbe portare i lavoratori all'apertura e gestione di una nuova filiale a spese dello stesso Cobra Group. Detta condizione si dovrebbe verificare mediamente entro i primi 12/24 mesi dall'inizio della collaborazione, ma diverse voci lamentano la non veridicità di questa affermazione. Tuttavia, sono in tanti coloro che riescono ad aprire una loro filiale con esiti positivi.